# Avondios Bica

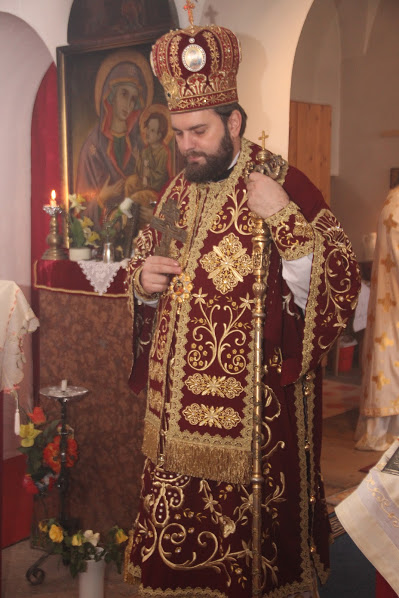
Avondios Bica (2016)

Avondios (geboren als Ioan Dimitrie Bica; * 5. Dezember 1977 in Teregova, Rumänien) ist Erzbischof von Brixen der orthodoxen autokephalen Metropolie von Aquileia und Westeuropa. Er bekannte sich als erster rumänischer Geistlicher zu seiner Homosexualität.

## Leben
Seit 1993 besuchte Dimitrie Bica das Kunstlyzeum in Timișoara.  Danach studierte er am Geistlichen Seminar der Rumänisch-Orthodoxen Kirche in Caransebeș. 2000 wurde er zum Priester geweiht. 2002 gab er die Tätigkeit als Priester wieder auf. 2004 wurde er Mönch im St.-Peter-und-Paul-Kloster in Caransebeș.
2006 emigrierte Dimitrie Bica nach Italien und bekannte sich öffentlich zu seiner Homosexualität. 2007 trat er der orthodoxen Metropolie von Aquileia und Westeuropa bei und wurde zum Mönch geweiht. Er wurde Archimandrit und 2008 Bischof von Lecco und Como. 2011 erklärte er mit Metropolit Evloghios von Mailand die Bereitschaft der Metropolie, der Russisch-Orthodoxen Kirche beizutreten. In jenem Jahr erregte er Aufsehen mit seinem Bericht über eine Ikone des heiligen Nikolaus, die Tränen geweint hätte. Ende des Jahres verließ er kurzzeitig die Metropolie. 
Seit 2016 ist er Erzbischof von Brixen.